# József Áron
József Áron, Josifu Aron, Iosif Aron (Féregyház, 1871. március 16. – Temesvár, 1937. november 20.) szappanfőző munkás, József Attila, József Jolán és József Etelka édesapja.
Nemzett József Áron, 

szappanfőző, aki már

a Nagy Óceánon

szagos füveket kaszál.

## Élete

### A kezdetek
Iosif Rista erdélyi hegyipásztor, pakulár (fejőlegény) és Paulina Birisiu gyermekeként a bánáti Féregyházán látta meg a napvilágot 1871. március 16-án. Görögkeleti vallású. Fiatalkorában vándorútra indult: Erdélyben, Romániában, Szerbiában járt, s megtanult németül, szerbül, szlovákul. Pestre gyalogosan ment; kezdetben szappanfőzőként dolgozott, majd besorozták. Ekkortájt (1891 körül) ismerte meg Pőcze Borbálát, akivel leszerelése után, 1900. december 23-án Budapesten, a IX. kerületben kötött házasságot. Még ezelőtt három gyermekük született: a csecsemőkorban elhunyt Nándor, majd 1897-ben Margit (†1899), és 1899-ben harmadikként Jolán. Az 1901-ben született Kálmán 1903-ban hunyt el. Ötödik gyermekük az 1903-ban született Etelka, Attila pedig 1905-ben érkezett. József Jolán visszaemlékezése szerint az apa – az ő születésekor – fiút akart, s dühében meg akarta fojtani, Etelka születésekor pedig több héten át nem is kívánta megnézni a gyermeket. Attila születése előtt álmában megjelent neki egy ősz hajú öregember, aki megmondta: fia születik, és ezt a fiút Attilának kell elneveznie. Fia születését követően amivel tudta, elhalmozta a családot: az újszülöttnek fekhelyet ácsolt, különféle háztartási cikkeket készített. Jolán erre az időszakra így emlékezett vissza: 
Attila születése után jó időre megváltozott sok minden. Papa minden este otthon maradt. Eljött hozzá a barátja, Jefta bácsi, aki szintén a szappangyárban dolgozott. Kártyáztak a konyhában és tervezgettek, mert a papa örökösen tervezgetett valamit. […] Azután a papa új terveket szőtt a Jefta bácsival. Amerikába mennek, ahol sok az arany, a dollár.

### Egy új élet
Családját 1908. július 1-jén elhagyta, a család úgy hitte, szerencsét próbálni ment az Amerikai Egyesült Államokba, azonban nem tért vissza, és egy idő után úgy gondolták, meghalt. Valójában előbb Esztergomba, majd Romániába, Craiova városába ment, s az Apostol szappangyár alkalmazottja lett. Tettére Jolán magyarázata szolgálhat válaszul, aki szerint apjuk örök vándor volt: 
igazándiban csak a vándorlás vonzotta, a messzi városok, távoli országok, a nagy víz, Amerika. [...] eltűnt ezen a tavaszon veszekedés, harag [...] nélkül.
 Nem sokkal később Jefta bácsi látogatta meg a családot, aki annyit tudott meg az apáról, hogy Craiovában él. Jolán írt neki levelet, amelyre meg is érkezett a válasz:
Kedves gyermekeim Jolánkám a Levelet meg kaptam nagyon megörültem hogy meg nem elfeitetei a kedves papát. De bizom nagyon szomorúság van az én szivembe hogy tik mien szegénjek vagytok de mit tehetek én, hogy a kedves mamátok elkergete a tik kedves kenyér kereső apátok, az imrie báczi és a nagypapát, nagyon iol üsmeri a papátok, hogy hogyan élt, kedves gyermekeim nagyon sainálom hogy nem tudom adni a kezetekbe egy falat kenyeret és egy ruhácskát a testetekre, ha a papátok nem bir benetek hozád veni akor bizom nem lesz kenyeret sem ruháttok de ha a kedves papánál lesztek akor lesz minden amit csak a szivetek fog kiváni, kenyér ruha pénz főld házod és minden Tisztelem a nagypapát, Imre Sándor Lajos Bátyát, és benetek kedves gyermekeim czokoltatlak benetek, és nézetek minél hamariáb legyetek a papátoknál, Isten veletek, ha nem lesztek a papáiétok – akor a papátok fog meghalni idegein földben Amérikába.

A Jol Isten viseien gondot rátok

Craiova 1909 Juli 11./VII

Strada Bukovet 53

Jozsef Aron

József Áron 1910 körül még egyszer találkozott egyik családtagjával, Jolánnal: 
[...] hideg, szeles novemberi estén kenyérért mentem a boltba. Visszajövet a kapualjban feketeszakállas, micisapkás ember állt utamba.
– Jolán, nem ismersz meg? Én vagyok a papa. [...] Úgy megijedtem tőle, hogy alig tudtam felelni a kérdéseire: Mit csinál a mama? Rosszat beszél-e róla? Mi hogy vagyunk? Végül egy koronát nyomott a kezembe azzal, hogy az az enyém, de ne szóljak találkozásunkról a mamának. Azzal elsietett. [...] A papa váratlan jelentkezése anyánk nyugalmát újból teljesen feldúlta.
Azonban a gyerekek már nem találkoztak többet apjukkal. Néhány év múltán már Újvidéken dolgozott, 1914-ben egy helyi szappangyárban főzőmester, hadköteles nem volt. 1920-ban József Áron még kerestette Pesten családját, sikertelenül, így 1922-ben kérvényezte, legyen hivatalos válásuk. 1920-ban a gyárban ismerte meg a szintén ott dolgozó Kiss Juliannát. Juliannának már azt mesélte, hogy első házastársával ment ki Amerikába. Néhány év múlva már Juliannával együtt tért vissza Craiovába, ahol 1924. szeptember 11-én összeházasodtak, augusztus elsején született meg gyermekük, József Attila féltestvére, József Mircea („Misu"), aki azonban hamar paralízises lett, beszélni nem tudott, és megbénult. A nagy gazdasági világválság miatt nehéz helyzetbe kerültek, így továbbvándoroltak; Dés, Kolozsvár, majd 1931-ben Temesvár következett. A temesvári „Temmer gyár” alkalmazta, egészen 1937. november 20-iki, 66 éves korában bekövetkezett haláláig. (Érdekesség, hogy fia is ebben az évben, néhány nappal később, december 3-án lett öngyilkos.) József Attila csak halálának évében tudta meg nővérétől, hogy apja nem ment Amerikába, sőt, Romániában él(t). Annak ellenére, hogy családját nem látogatta meg soha, szomszédai visszaemlékezése szerint rendszeresen emlegette a magyar fővárosban maradt családját, és fájlalta, hogy szegény feleségére hagyott három gyereket.
Arra, hogy József Áron élete valójában hogyan folytatódott 1908-as távozása után, az 1950-es évek második felében derült fény, mikor Temesváron megtalálták József Mirceát, és Szabolcsi Miklós irodalomtörténész vezetésével kutatni kezdtek Craiovától Temesvárig.

## Emlékezete
Mérei Anna Hetedik szoba címmel rendezett filmet többek közt József Áron életéről.